# Songs from the Tainted Cherry Tree
Songs from the Tainted Cherry Tree è l'album d'esordio della cantante britannica Diana Vickers, quarta classificata e semifinalista della quinta edizione di X Factor nel Regno Unito. L'album è stato pubblicato il 30 aprile 2010 in Irlanda e 3 maggio 2010 nel Regno Unito e da esso sono stati estratti i singoli Once e The Boy Who Murdered Love, il quale verrà pubblicato in Gran Bretagna il 18 luglio 2010, come ha confermato la stessa Vickers sul suo twitter il 7 maggio. L'album ha raggiunto la vetta della classifica britannica, vendendo fino ad oggi più di 100.000 copie.

## Produzione
Dopo essere stata eliminata da X Factor, è stato annunciato che Diana aveva firmato un contratto con la casa discografica RCA Records e che aveva iniziato a lavorare sul suo album d'esordio. Il titolo del disco proviene da una parte del testo della canzone The Boy Who Murdered Love, nella cui seconda strofa la cantante dice "you're a tainted cherry tree". Diana ha inoltre affermato che ha scritto la canzone insieme a Chris Braide e che ha trovato molto poetica la parte in cui si citava l'albero di ciliegie, in quel contesto inteso quasi come il frutto proibito del parco dell'Eden comparato alla bellezza di un ragazzo allettante che però le ha spezzato il cuore.
Mentre lavorava sul suo album, Diana Vickers ha collaborato con un gran numero di produttori, tra cui Nerina Pallot, Ellie Goulding, Cass Lowe, Savan Kotecha, Chris Braide, Alexis Strum, Patrick Wolf, Dev Hynes, Guy Sigsworth e Starsmith. Il suo primo singolo, Once, fu scritto da Cathy Dennis ed Eg White e prodotto e mixato da Mike Spencer. Il 26 gennaio 2010 è stato confermato che la cantante ha anche lavorato con Gary Lightbody, un membro degli Snow Patrol. L'album contiene anche una cover, Hit, originariamente degli Sugarcubes.

## Critiche
Songs from the Tainted Cherry Tree ha ricevuto recensioni di vario genere dalla sua pubblicazione. Mayer Nissim di Digital Spy ha dato all'album cinque stelle su cinque, dicendo che Diana e i suoi collaboratori "hanno realizzato un album ricco di melodie pop senza mai sacrificare il fascino e la personalità". Kevin Courtney di Irish Times ha dato tre stelle su cinque all'album e ha detto che è "un insieme di pop e indie, uno stile a lei adatto" ma "contiene canzoni poco orecchiabili". Johnny Dee di Virgin Media l'ha trovato commerciale, ma che non nasconde il fascino un po' eccentrico di Diana Vickers, e ha aggiunto che "è meglio quando vengono mescolati ritmi pop con ritmi folk". Dee ha dato all'album quattro stelle su cinque. Ben Urdang di musicOMH ha dato all'album tre stelle su cinque, ritenendo che "Diana Vickers riesce a raggiungere una coerenza in tutto in modo tale da fare dell'album un buon lavoro". Ha inoltre aggiunto che l'album è un buon inizio per la sua carriera musicale.
Mike Diver di BBC Music considera l'abilità vocale di Diana Vickers adatta per chiunque, ma non è stato stupito dalle canzoni e dall'album nel complesso. Popjustice ritiene Songs from the Tainted Cherry Tree "eccentrica collezione di carismatiche e apparentemente moderne canzoni pop, mature musicalmente e testualmente, a volte senza essere così da ragazza cresciuta, e possono suonare stupide dato che provengono da un'adolescente; si coglie il vero senso di una personalità da questi brani". Nonostante secondo la recensione la cantante abbia commesso degli errori, l'album è ritenuto uno dei migliori tra quelli registrati dai concorrenti di X Factor.
Simon Gage di Daily Express ha dato all'album una stella su cinque, dicendo che la voce di Diana Vickers è lamentosa e che il CD è una raccolta di rumorose canzoni fatte orribilmente. Simon Price di The Independent pensa che l'album "consista perlopiù in ritmi dance pop e folktronica facilmente dimenticabili", mentre Dan Gennoe di Yahoo! Music ritiene che sia "troppo difficile restare tutti felici senza essere altro che indistinti e gentili", e ha dato all'album una valutazione di cinque stelle su dieci. David Smyth di Evening Standard ritiene che la voce di Diana Vickers sia quasi indistinguibile da quella di Ellie Goulding e conclude dicendo che le sue canzoni sono blande ma che il pubblico è interessato a una cantante che può fare molto meglio che questo. Hugh Montgomery di The Observer ha detto che nonostante sia stato prodotto anche da cantanti di musica indie come Ellie Goulding e i Lightspeed Champion, l'album è di musica commerciale e contiene generico elettropop e canzoni che ricordano vagamente Dido.

## Singoli
- Once è stata pubblicata il 16 aprile 2010 in Irlanda e il 19 aprile nel Regno Unito. Ha ricevuto varie recensioni positive, e ha avuto un buon impatto commerciale, riuscendo a debuttare al numero uno nella classifica britannica vendendo più di 70.000 copie in una sola settimana. La canzone ha fatto il suo debutto al numero 3 in Irlanda, al numero 5 in Europa e al numero 61 in Australia, per poi arrivare sino alla posizione numero 52, e ha avuto anche un discreto successo in Nuova Zelanda. Il video del brano fu filmato il 7 febbraio 2010 a Londra e fu pubblicato il 3 marzo. Mostra Diana in vari luoghi e con vari abiti che canta, circondata da ballerini di sesso maschile che suonano degli strumenti musicali per lei.
- The Boy Who Murdered Love è stato confermato come secondo singolo promozionale da Songs from the Tainted Cherry Tree sull'account Twitter della cantante il 7 maggio 2010.[4] Verrà pubblicato il 18 luglio nel Regno Unito come download digitale e il 19 luglio come CD singolo. Il video musicale del brano è stato pubblicato il 2 giugno 2010 e mostra la cantante in una casa, rattristita dalla mancanza del ragazzo che compare in alcune scene del video. In esso sono frequenti dei disegni animati. Ha fatto il suo debutto alla posizione numero 199 nella classifica britannica tre settimane prima della sua pubblicazione ufficiale[21] per poi raggiungere la numero 36.[22]
- My Wicked Heart è il primo singolo estratto dalla ristampa di Songs from the Tainted Cherry Tree, che avrebbe dovuto contenere delle altre tracce inedite, ma la cui pubblicazione non è mai avvenuta. Il singolo è stato pubblicato il 17 ottobre 2010[23] e ha raggiunto modeste posizioni nelle classifiche britannica ed irlandese.[24]

## Tracce
1. Once (Cathy Dennis, Eg White) - 3:11
2. Remake Me + You (Diana Vickers, Ellie Goulding, Guy Sigsworth) - 3:35
3. The Boy Who Murdered Love (Diana Vickers, Chris Braide) - 3:21
4. Four Leaf Clover (Diana Vickers, Chris Braide) - 4:11
5. Put It Back Together (Nerina Pallot) - 4:04
6. You'll Never Get to Heaven (Diana Vickers, Starsmith, Cass Lowe) - 4:02
7. Me & You (Diana Vickers, Devonté Hynes, Chris Braide) - 3:05
8. My Hip (Harmony Boucher, Tobias Karlsson) - 3:24
9. N.U.M.B (Diana Vickers, Chris Braide) - 3:59
10. Hit (Björk Guðmundsdóttir, The Sugarcubes) - 3:09
11. Notice (Diana Vickers, Ellie Goulding, Guy Sigsworth) - 3:34
12. Jumping Into Rivers (Diana Vickers, Ellie Goulding, Guy Sigsworth) - 3:37
13. Chasing You (Diana Vickers, Harmony Boucher, Guy Sigsworth) - 4:07

## Classifiche
Nella sua prima settimana di messa in commercio ha venduto 35.951 solo nel Regno Unito, dove ha fatto il suo debutto alla prima posizione della classifica. Nella sua seconda settimana è saltato alla posizione numero 7, vendendo 16.518 copie. Ha finora venduto circa 100.000 copie in totale nel Regno Unito, nella cui classifica è rimasto per diciassette settimane non consecutive. Nella classifica irlandese l'album ha fatto il suo debutto al numero 7 e vi è rimasto per 5 settimane. L'album è stato certificato disco d'oro nel Regno Unito grazie alle sue vendite.

### Posizioni raggiunte
| Classifica (2010) | Posizione massima |
| ----------------- | ----------------- |
| Europa            | 4                 |
| Irlanda           | 7                 |
| Regno Unito       | 1                 |

### Andamento

#### Classifica britannica
| Posizione | 1 | 7 | 24 | 36 | 46 | 69 | 90 | — | — | 71 | 42 | 13 | 16 | 29 | 45 | 70 | 89 | 100 | — | — | — | — | — | 63 |

#### Classifica irlandese
| Posizione | 7 | 17 | 39 | 42 | 59 |

## Pubblicazione
| Nazione     | Data           | Formati               |
| ----------- | -------------- | --------------------- |
| Irlanda     | 30 aprile 2010 | CD, download digitale |
| Regno Unito | 3 maggio 2010  | CD, download digitale |
| Polonia     | 5 luglio 2010  | CD, download digitale |
| Germania    | 6 agosto 2010  | CD, download digitale |
| Australia   | 6 agosto 2010  | CD, download digitale |